# ライツェ広場
ライツェ広場（Leidseplein）は、オランダ アムステルダム 中央地区（Centrum）の南西にある広場である。マルニクス通り（Marnixstraat）とライツェ通り（Leidsestraat）が交差する位置にある。
ライツェ通りはライデンに向かう道が語源であると言われている。広場付近のいくつかの通りも、ライデンにちなんで名付けられている。例えば広場の北東の通りであるLeidsedwarsstraatは、ライデン寄りの通り（Leiden Side Street）と言うようにである。
ライツェ広場周辺はバーやレストラン、劇場やカフェ、ファストフード店が多く建ち並ぶ繁華街となっており、夕方から夜に掛けて賑わいを見せる。広場では路上パフォーマンスが行われていることが多い。広場に隣接して市立劇場（Stadsschouwburg）があるほか、近隣にはホランド・カジノがある。国立美術館やフォンデル公園も徒歩圏内である。ライツェ通り南端付近には観光案内所もある。

## アクセス
トラムとバスの乗り換え地点にもなっているため、各方面に直通路線がある
- トラム 1,2,5,7,10系統
- バス 142,144,145,170,172,197,351,352,353,354,356,358,370系統

座標: 北緯52度21分50秒 東経4度52分56秒 / 北緯52.363762度 東経4.882221度